# Cumagloia
Cumagloia, monotipski rod crvenih algi iz porodice Liagoraceae.Jedina je vrsta morska alga C. andersonii uz pacifičku obalu Sjeverne Amerike

## Sinonimi
- Nemalion andersonii Farlow, 1877